# Hemoglobinúria paroxística nocturna
La hemoglobinúria paroxística nocturna (HPN), en alguns casos coneguda pel nom de síndrome de Marchiafava-Micheli, és una malaltia rara adquirida caracteritzada per la presència d'una anèmia hemolítica intravascular (deguda a la destrucció dels eritròcits en el torrent circulatori per atac mitjançat pel sistema del complement) que pot presentar com a trets clínics principals colúria (deguda a la presència d'hemoglobina en l'orina), cansament (més o menys marcat segons el grau d'hemòlisi que presenta el malalt) i elevat risc de trombosi en llocs inusuals (que de produir-se poden comprometre la vida dels malalts).
 La HPN és l'única anèmia hemolítica causada per una mutació somàtica (en lloc de ser una mutació congènita). Una o més mutacions en el gen anomenat PIG-A es tradueix en l'absència a la superfície de la membrana de les cèl·lules mieloides de totes o part de les proteïnes de membrana fixades a través de tiges de glicosilfosfatidilinositol (GPI), que són el punt d'ancoratge de determinades proteïnes de superfície (CD55 i sobretot CD59) que protegeixen les cèl·lules del mateix organisme de l'atac indiscriminat del complement.

Hom parla de HPN primària o pura quan no es presenten altres malalties del moll de l'os associades, com ara l'anèmia aplàsica - la més habitual- o bé la síndrome mielodisplàstica. En aquests darrers casos es parla de HPN secundària. A efectes pràctics, aquesta dicotomia és massa esquemàtica. En tots els individus amb HPN hi ha hemòlisi i hipoplàsia medul·lar i és la predominança d'un dels dos trastorns o de l'altre la que determina l'expressió clínica de la malaltia.
El tractament habitual és el de suport, que passa per les transfusions sanguínies per tal de revertir l'anèmia, medicació anticoagulant per tal de prevenir una trombosi, corticoesteroides com a lleugers immunosupressors i potenciadors de la funció medul·lar, i des de fa poc l'anticòs monoclonal eculizumab (Soliris™).

## Signes i símptomes
Es manifesten en proporció a la mida de la població clonal (un grup de cèl·lules derivades d'una única cèl·lula original que es divideix per mitosi en dues, després en quatre i així successivament) de cèl·lules afectades. Una quarta part dels malalts amb "HPN primària" presenten hemoglobinúria (hemoglobina lliure a l'orina) en algun moment del transcurs de la malaltia. La majoria presenten anèmia, amb el consegüent cansament i fatiga que genera aquesta condició, si bé sense correlació amb el grau d'anèmia objectiva en el cas de la HPN. En molts casos s'observa pancitopènia (coexistència d'anèmia, leucopènia/neutropènia i trombocitopènia). L'orina mostra alts nivells d'hemoglobina i sovint d'hemosiderina, però no de forma constant. 
 Altres pacients presenten dolor abdominal, disfàgia (dificultat per empassar) i odinofàgia (dolor en empassar), i els malalts mascles poden presentar disfunció erèctil. Aquesta clínica té origen en la depleció de l'òxid nítric que l'hemoglobina lliure produeix en el torrent circulatori. No és rar que hemoglobinúria de la HPN es confongui amb una hematúria originada per altres patologies.
Aproximadament un 40% dels malalts presenta un esdeveniment trombòtic, venós o arterial, en algun moment del curs de la seva malaltia. Les trombosis són la principal causa de mort i de complicacions greus de la HPN. Aquestes trombosis poden succeir en llocs habituals, com ara les trombosis venoses profundes a les venes de les cames, que poden resultar en un embolisme pulmonar si els trombes migren cap als pulmons, però el tret més diferenciador de la HPN és la producció de coàguls en llocs inusuals, com ara les venes suprahepàtiques (causant l'anomenada síndrome de Budd-Chiari, una patologia que de vegades comporta un trasplantament hepàtic), la vena porta del fetge, les venes mesentèriques superior i/o inferior (causant isquèmia mesentèrica que pot dur a la resecció intestinal com a solució d'emergència), o venes de la pell. La trombosi venosa cerebral, una forma poc freqüent de vessament cerebral (atac de feridura), pot també aparèixer. Acostuma a afectar el si sagital superior i té un considerable risc de recurrència. De forma insòlita, la primera manifestació de la HPN -inclús en adolescents- és un ictus isquèmic per trombosi de les artèries cerebrals o un infart agut de miocardi per trombosi de les artèries coronàries. Han estat descrits alguns casos de dèficit neurològic agut provocat per una síndrome de Moyamoya (un trastorn vascular associat a l'oclusió espontània d'un vas major del polígon de Willis) en persones joves amb HPN pura. Quan les alteracions trombòtiques afecten a les venes dèrmiques poden sorgir zones doloroses i descolorides a la pell i també múltiples lesions cutànies amb canvis necròtics, de visu i microscòpicament similars a les d'una púrpura fulminans, les quals eventualment evolucionen de forma molt ràpida i arriben a posar en perill la vida del malalt.
La HPN pot causar una insuficiència renal aguda per hemòlisi massiva durant una crisi. Amb més freqüència, però, es produeix un deteriorament insidiós de la funció renal produït per depòsits tubulars d'hemosiderina, microinfarts renals i fibrosi intersticial. En algun cas d'HPN s'ha descrit l'aparició d'una pielonefritis multiabscesificada prèvia al fracàs renal.
Rarament, es desenvolupa un fenomen d'autoesplenectomia (disminució de la grandària de la melsa subsegüent a infarts esplènics recurrents que provoquen canvis de fibrosi i calcificació en l'òrgan).
Els individus amb HPN són proclius a patir infeccions cutànies de diversa índole.
De tant en tant es produeixen remissions espontànies de la malaltia que poden cursar de forma molt dispar. Algunes d'elles evolucionen cap a la curació completa i altres cap al desenvolupament d'una leucèmia.

## Diagnosi
Si bé calen proves de laboratori específiques per tal de confirmar la malaltia, hi ha paràmetres habituals -tot i que comuns en altres malalties de naturalesa molt diversa- que poden fer-ne sospitar la seva existència: baixa hemoglobina, enzim lactat deshidrogenasa incrementat, augment de reticulocits (eritròcits immadurs alliberats pel moll de l'os per tal de suplir els que es destrueixen), bilirubina augmentada (subproducte de la degradació de l'hemoglobina) i nivells disminuïts d'haptoglobina. El test directe d'antiglobulines (DAT, en anglès, o test de Coombs directe) és negatiu, prova de què l'hemòlisi en la HPN no és causada per anticossos. Molts dels símptomes de la HPN són poc específics, però la concurrència en un pacient de dolor abdominal intens sense causa evident, anèmia amb prova de Coombs negativa i LDH elevat és un fet força indicatiu de la malaltia. Pel que fa a nens i adolescents, la baixa incidència de la malaltia en aquest grup de població, la manca d'una simptomatologia ben definida, l'escàs nombre de clons i l'ocasional absència d'hemoglobinúria fan necessària en determinats casos una considerable perspicàcia clínica per establir una diagnosi inicial correcta.
L'anomenat test de la sacarosa, en el que una mostra dels eritròcits del malalt es posa en contacte amb una solució de baixa força iònica en espera d'observar si es produïa o no hemòlisi, era àmpliament usat fins fa uns anys. Una prova més específica anomenada test de Ham (en honor del Dr Thomas Ham, que va descriure la prova l'any 1937), i que inicialment es feia servir si el test de la sucrosa resultava positiu, és encara emprada. Mètodes moderns inclouen la citometria de flux acompanyada d'immunofenotipatge, on en concret se cerca l'absència de les proteïnes de superfície CD55 i CD59 en leucòcits i eritròcits. Depenent del grau d'absència/presència d'aquestes proteïnes, es classifiquen en cèl·lules tipus I, II i III. Les de tipus I presenten nivells normals de CD55 i CD59, les de tipus II tenen nivells reduïts d'aquestes, i les de tipus III no en presenten en absolut. Com més alt és el nombre de cèl·lules tipus III, més alt és el risc de patir hemòlisi i trombosi. 
 Cal remarcar que és necessari practicar una citometria en leucòcits donat que l'hemòlisi constant dels eritròcits pot resultar en un fals negatiu o en mides de clons inferiors als reals (els leucòcits no són lisats pel complement). L'aerolisina fluorescent facilita considerablement el diagnòstic citomètric de la HPN, ja que s'uneix de forma selectiva i amb gran afinitat al GPI. És, però, un mètode analític complex i que pot presentar alguns problemes tècnics o d'interpretació.

## Classificació
La HPN es classifica en funció del context en el qual és diagnosticada. Així tenim:
- HPN clàssica. Diagnòstic de HPN en absència de cal altre trastorn de la medul·la òssia.
- HPN que coexisteix amb un altre trastorn de la medul·la òssia.
- HPN subclínica. Anomalies compatibles amb la HPN detectades per citometria de flux sense signes d'hemòlisi i/o tests de Ham i sucrosa negatius.[38]

## Fisiopatologia
Totes les cèl·lules tenen proteïnes ancorades a les seves membranes, que són responsables de realitzar moltes i variades funcions. Existeixen diferents formes amb les que aquestes proteïnes s'ancoren a la membrana cel·lular. La HPN esdevé per un defecte en un d'aquests mecanismes.
Cal un enzim anomenat PIG-A (fosfatidilinositolglicà A) per tal que a la membrana cel·lular s'hi puguin ancorar les proteïnes anomenades GPI (de glicosilfosfatidilinositol). El gen que codifica l'enzim PIG-A es troba localitzat en el cromosoma X, la qual cosa significa que només una còpia del gen PIG-A es troba activa a cada cèl·lula, tant en el sexe masculí com en el femení. Si s'esdevé una sola mutació en aquest gen, l'enzim PIG-A esdevindrà defectuós, la qual cosa portarà a un nul acoblament del GPI a la membrana, no formant-se els "ancoratges GPI" que necessiten les proteïnes GPI per acoblar-se a la membrana. Quan aquesta mutació s'esdevé en les cèl·lules mare de la medul·la òssia (que són les progenitores dels eritròcits, leucòcits i plaquetes), tota aquesta progènie cel·lular o (clon) presentarà aquest defecte. Diverses proteïnes que s'acoblen a les "tiges" GPI resulten essencials per tal de protegir les cèl·lules que les presenten de la destrucció mitjançada per les proteïnes del sistema del complement. El sistema del complement forma part del sistema immunitari inespecífic, que té un important paper en la destrucció de microorganismes invasors. Sense aquestes proteïnes a la seva membrana, els eritròcits seran destruïts pel mateix sistema del complement. Les principals proteïnes protectores són la CD55 i la CD59.
La destrucció massiva d'eritròcits es tradueix en anèmia. L'elevada taxa de trombosi (en llocs poc habituals) en aquests malalts es creu que és deguda a la disfunció de les plaquetes -deficitàries també en tiges GPI i, per tant, en proteïnes protectores- per l'atac del complement. També es creu que hi té un rol important la disminució dels nivells intravasculars d'òxid nítric (NO) endogen, segrestat per part de l'hemoglobina lliure en torrent que la lisi eritrocitària massiva produeix.
De fet la simptomatologia d'espasmes esofàgics, disfunció erèctil en el sexe masculí i el dolor abdominal s'atribueixen a aquest darrer fet, donat que l'òxid nítric és una substància sintetitzada per l'endoteli vascular necessària per a la relaxació de la musculatura llisa. Aquesta teoria queda reforçada pel fet que aquests símptomes milloren amb l'administració de nitrats o de sildenafil (Viagra™), que produeixen l'efecte contrari, ja que són fàrmacs dadors d'òxid nítric. Existeix la sospita de què l'hemòlisi crònica i consegüent depleció del NO pot conduir a la hipertensió pulmonar (pressió incrementada en els vasos que aporten sang al pulmó), que alhora es tradueix en un sobreesforç pel cor i pot causar una insuficiència cardíaca aguda (fallida cardíaca).

## Tractament
L'únic tractament curatiu és el trasplantament de medul·la òssia al·logènic, el qual té un elevat índex de complicacions greus que comporta una alta mortalitat. Per aquest motiu, només es recomana la seva pràctica en casos que presenten citopènies que posen en perill la vida o en pacients que desenvolupen episodis d'hemòlisi o trombosi que no poden ser controlats amb la biomedicació oportuna. Excepcionalment, s'ha aconseguit la remissió de la HPN efectuant al malalt una exanguinotransfusió amb recanvi eritrocitari i plasmàtic complet.

### Crisis
No existeix consens sobre si els esteroides (com la prednisolona) poden fer disminuir la gravetat de les crisis hemolítiques. Sí que es recomanen les transfusions, atès que alhora que suavitzen l'anèmia, es redueix la producció de cèl·lules HPN pel moll de l'os, i indirectament la severitat de l'hemòlisi. Les deficiències de ferro es desenvolupen amb el temps, a través de pèrdues per l'orina, i calen ser tractades. La teràpia amb ferro però, pot redundar en més hemòlisi donat que es produeixen més cèl·lules HPN.
Hi ha un ampli ventall de factors i circumstàncies que afavoreix o desencadena l'aparició de crisis hemolítiques (infeccions, vacunes, alcohol, exercici, estrés, menstruació o determinats fàrmacs), les quals provoquen una fatiga intensa que pot arribar a ser incapacitant.
Un nou anticòs monoclonal, l'eculizumab, protegeix les cèl·lules sanguínies de la destrucció immune per inhibició del sistema del complement, i ha demostrat reduir la necessitat de transfusions en pacients amb hemòlisi molt manifesta.
Alhora l'eculizumab ha demostrat reduir en un 85% la probabilitat de patir un episodi tromboembòlic.
Les persones amb HPN tractades amb eculizumab o altres inhibidors del complement s'han de vacunar contra Neisseria meningitidis, ja que són especialment vulnerables a les infeccions per meningococs. Rares vegades, inclús malalts d'HPN primària prèviament vacunats sofreixen meningitis meningocòcciques fatals poc temps després de rebre aquest tipus de medicació.

### Manteniment
Els pacients que tenen una població clonal petita cal que segueixin un monitoratge per citometria de flux cada sis mesos, que donarà informació sobre l'evolució i les potencials complicacions. Donat l'elevat risc de trombosi, els malalts de HPN amb grans poblacions clonals (glòbuls blancs del tipus III per sobre del 50%) cal que se sotmetin a un tractament profilàctic amb warfarina, la qual fins a l'any 2008 encara era l'anticoagulant oral de referència.
Els episodis de trombosi són tractats com en altres tipus de pacients, però -donat que la HPN és crònica- es recomana mantenir els anticoagulants (orals o no) durant força temps després de patir el primer episodi, ja que les possibilitats de recurrència són elevades.
Cal esmentar que l'eculizumab també esdevé -donades les característiques de la malaltia- un tractament de manteniment per a aquelles persones en la que l'elevada hemòlisi intravascular esdevé una font de simptomatologia clínica significativa amb els corresponents riscos associats. Alhora aquest fàrmac monoclonal ha demostrat reduir de forma estadísticament superior a la warfarina la probabilitat de patir episodis tromboembòlics, donant-se el cas que resulta indiferent prendre warfarina o no prendre-la quan s'està rebent eculizumab pel que fa al nombre d'episodis soferts. No obstant això, en situacions d'especial risc trombòtic (gestació, període postpart o perioperatori i estats d'inmovilització perllongada) cal associar tractament anticoagulant a l'eculizumab. En assajos clínics, un altre anticòs monoclonal de darrera generació, el ravulizumab té una eficàcia similar a la de l'eculizumab i un període d'alliberament més llarg, una característica que permet augmentar molt l'interval d'administració entre dosis (una vegada cada vuit setmanes). A més, el seu índex d'efectes no desitjats és menor que el de l'eculizumab. Els EUA van aprovar l'ús endovenós d'aquest medicament, amb alguna contraindicació, en malalts d'HPN adults al desembre de 2018 i la Comissió Europea ho va fer al juliol de 2019.
A hores d'ara, estan en curs nombroses línies de recerca amb l'objectiu d'aconseguir una nova generació d'inhibidors del complement que faci possible tractar la HPN de forma més eficaç i segura, així com per trobar eines que millorin la qualitat de vida dels individus que pateixen aquesta mena d'anèmies.

## Detecció
El monitoratge de la HPN es realitza de forma anual en els pacients amb historial d'anèmia aplàstica, essent recomanable que fos realitzada en malalts amb SMD del tipus "anèmia refractària". L'ús de citometria de flux multiparamètrica i amb aerolisina inactivada fluorescent ha millorat considerablement la sensibilitat i especificitat de la metodologia d'identificació i control de la HPN.

## Epidemiologia
La HPN és una malaltia rara, amb una incidència anual d'1-2 casos per milió. Afecta els dos sexes, predominantment al femení, i pot aparèixer a qualsevol edat. Segons dades de 2014, corresponents a un grup de 1610 patients inclosos en l'International Paroxysmal Nocturnal Hemoglobinuria Registry, l'edat mitjana de l'inici de la malaltia és de 32 anys. Molts casos es desenvolupen en pacients que prèviament han estat diagnosticats d'anèmia aplàstica o síndrome mielodisplàstica (SMD). La coexistència amb la SMD també explica el perquè de l'elevada taxa de leucèmia en la HPN, donat que la SMD presenta un percentatge significatiu d'evolució cap a formes leucèmiques.
El 25% dels casos de HPN en pacients femenins són diagnosticats durant l'embaràs, essent aquest grup d'elevat risc de trombosi, i presentant mare i fill un increment del risc de mort (20% i 8% respectivament). En les embarassades amb HPN que són tractades amb eculizumab existeix perill d'avortament espontani durant el primer trimestre. Combinar correctament l'eculizumab amb la profilaxi antitrombòtica és un assumpte problemàtic en les gestants que sofreixen HPN, ja que no existeixen protocols definits, però no impossible. En lactants de mares amb HPN que prenen eculizumab no s'han detectat, ara per ara, efectes adversos relacionables amb el fàrmac.

## Història
El metge victorià William Gull escrigué una nota el 1866 esmentant l'existència en un dels seus pacients (un jove d'aparença anèmica) d'episodis d'orina fosca matutina, de tonalitat variable (entre el color ambarí i l'indi) i que milloraven durant el dia. La primera descripció, però, de la HPN com a entitat clínica amb característiques distintives va ser realitzada pel metge alemany Paul Strübing (Greifswald, 1852-1915) l'any 1882, qui emprà l'espectroscòpia per demostrar que el particular color de l'orina era provocat per la presència d'hemoglobina. Una descripció més detallada va ser feta pels Drs. Ettore Marchiafava i Alessio Nazari l'any 1911, amb posteriors aportacions del mateix Marchiafava l'any 1928 i el Dr. Ferdinando Micheli l'any 1931. El metge holandès Dr. Enneking va encunyar el terme "hemoglobinúria paroxística nocturna" (o haemoglobinuria paroxysmalis nocturia en llatí) l'any 1928. Aquesta denominació s'ha mantingut inalterada fins avui dia, tot i que la majoria dels malalts amb HPN pateixen un quadre d'hemòlisi crònica i no cap episodi intermitent de sagnat urinari que empitjora en el decurs de la nit.
El 1944, l'hematòleg britànic John Dacie observà la concurrència d'anèmia aplàstica i HPN en un cas d'anèmia de Fanconi. Posteriorment, fou el primer en suggerir que la HPN era un trastorn clonal adquirit originat en les cèl·lules mare hematopoètiques. Durant quatre dècades, ell i els membres del seu laboratori portaren a terme diverses investigacions sobre els mecanismes desencadenants de les crisis hemolítiques en la HPN i les característiques evolutives de la malaltia.
A principis de la dècada de 1990, investigadors de la Universitat d'Osaka localitzaren el gen PIG-A a la porció p22.1 del cromosoma X i varen identificar la mutació causant de la seva pèrdua de funcionalitat.